# Las Morteras
Las Morteras es una parroquia del concejo de Somiedo, en el Principado de Asturias (España). Alberga una población de 64 habitantes (INE 2006) en 39 viviendas. Ocupa una extensión de 13,03 km². Está situada a 12,1 km de la capital del concejo. Su templo parroquial está dedicado a San Esteban.

## Lugares
- Las Morteras
- Orderías (Orderias en asturiano y oficialmente)
- Villamor (Viḷḷamor)

## Personalidades
- Diego Flórez de Valdés, destacado marino del siglo XVI, que tomó parte en la conquista de Florida y de la expedición de la Armada Invencible

- Datos: Q6492341
- Multimedia: Las Morteras / Q6492341